# Thomas Saalfeld
 (septembre 2018).
Thomas Saalfeld, né en 1960, est un chercheur en science politique allemand, spécialiste du parlementarisme.
Il enseigne la politique comparée à l'Université Otto-Friedrich de Bamberg. Il travaille également à la Fondation Friedrich-Naumann et est rédacteur en chef de la revue de science politique German Politics.

## Biographie
Après avoir étudié la science politique, l'histoire moderne et la communication à l'Université Louis-et-Maximilien de Munich de 1980 à 1897, il a été membre de l'Université de Hull au Royaume-Uni (1983-1984), puis de 1987 à 1991, de l'Université de la Bundeswehr à Munich. Il y obtient son doctorat.
Une fois sa thèse défendue, il est devenu professeur assistant en sociologie à Université technique de Dresde de 1993 à 1995.
De 1996 à 2009, il a été chargé de cours, maître de conférences et enfin professeur de science politique à l'Université du Kent. Depuis 2009, il est professeur de politique comparée à l'Université de Bamberg. Entre 2014 et 2015, il a enseigné un cours appelé The Representation of Immigrant-Origin Minorities in Western Europe à Sciences Po Lille.
Thomas Saalfeld est un porte-parole de l'Initiative d'excellence de l'université de sciences sociales de Bamberg, est membre de la Fondation Friedrich Naumann, et rédacteur-en-chef de la revue de science politique German Politics.

## Sujets de recherche
Saalfeld a comme thème de recherche les politiques publiques parlementaires comparées. Il s'intéresse également aux partis, aux coalitions nationales et internationales. Sa chaire mène des recherches sur les sujets suivants :
- Crises économiques et stabilité des gouvernements dans les démocraties européennes entre 1919-2009 ;
- Négociation et gestion de conflits conflits dans les coalitions allemandes ;
- Les questions parlementaires comme moyen de communication politique ;
- La représentation des minorités ethniques dans les parlements des démocraties libérales.

## Publications
Il a publié, entre autres :
- The Political Representation of Immigrants and Minorities: Voters, parties and parliaments in liberal democracies (herausgegeben mit Karen Bird und Andreas M. Wüst). Routledge, London 2011,  (ISBN 978-0-415-49272-0).
- Parteien und Wahlen. Nomos, Baden-Baden 2007,  (ISBN 3-8329-1064-6).
- Großbritannien: Eine politische Landeskunde. Leske und Budrich, Opladen 1998,  (ISBN 3-8100-2062-1).
- Parteisoldaten und Rebellen: Eine Untersuchung zur Geschlossenheit der Fraktionen im Deutschen Bundestag (1949–1990). Leske und Budrich, Opladen 1995,  (ISBN 3-8100-1376-5).
- Das britische Unterhaus 1965 bis 1986: Ein Parlament im Wandel (= Beiträge zur Politikwissenschaft. Ausgabe 36). Peter Lang, Frankfurt am Main 1988,  (ISBN 3-8204-0145-8).
- Members of Parliament in Western Europe: Roles and Behaviour (herausgegeben mit Wolfgang C. Müller). Frank Cass, London 1997,  (ISBN 0-7146-4821-3).